# 米尔维·迪兹达尔
米尔维·迪兹达尔（土耳其語：Merve Dizdar，1986年6月25日—）是一位土耳其女演员。她最出名的作品包括 Eltilerin Savaşı （2020）、Masumlar Apartmanı（2020-202）、Erşan Kuneri（2022至今）、Kar ve Ayı （2022）和Alice Müzikali（2023至今）。2020年，她凭借在Masumlar Apartmanı中的表演获得金蝶獎最佳女主角奖。她凭借在Eltilerin Savaşı中的表演获得奖提名。 2023年，她凭借在Kuru Otlar Üstüne（2023）中的表現成为第一位获得戛纳电影节最佳女主角奖的土耳其女演员。 